# یو کامیاما
یو کامیاما (انگلیسی: Yoh Kamiyama؛ زادهٔ January 9) خواننده، ترانه‌پرداز، آهنگساز اهل ژاپن است. وی از سال ۲۰۱۴ میلادی تاکنون مشغول فعالیت بوده‌است.